# Welfrange
Welfrange (lb. Welfreng, niem. Welfringen) – wieś (Uertschaft) w południowo-wschodnim Luksemburgu, w kantonie Remich, w gminie Dalheim. Do 3 października 2015 miejscowość leżała w dystrykcie Grevenmacher. Liczy 228 mieszkańców (31 grudnia 2022).